# Конрад Монферратський
Конрад (маркграф Монферратський) (1140-1192) — середньовічний політичний діяч, правитель (разом з дружиною Ізабелою) Єрусалимського королівства.

## Біографія
Конрад був вихідцем із сім'ї володарів маленького князівства на півночі Італії — сином Вільгельма V, маркграфа Монферрато, та Ютти Бабенберг. Батько Конрада багато років прожив в Єрусалимі, брат Вільгельм на прізвисько «Довгий меч» був одружений з єрусалимською королевою Сибілою.
Конрад багато років провів у Константинополі при дворі імператора Мануїла Комніна (1143—1180), який надав йому звання головнокомандувача. Після зміни 1185 року династії Комнінів на Ангелів маркграф Конрад отримав руку сестри імператора Феодори та допоміг 1187 року придушити повстання Олексія Врани, проте незабаром Конрад Монферратський зіпсував стосунки з новим імператором Ісааком II (1185—1195) і відплив у Святу Землю.
У цей час у Палестині внаслідок походів Салах ад-Діна в руках хрестоносців залишалася тільки вузька прибережна смуга. Конрад Монферратський на чолі ескадри підійшов до Тіра, який потрапив в облогу мусульман. Його прибуття змінило ситуацію, місто вдалося врятувати.
У цей момент розпочався Третій хрестовий похід. 1190 року загони хрестоносців взяли в облогу місто Акру. На прохання одного з лідерів хрестоносців Людовика Тюрінгенського Конрад надав допомогу в облозі міста.
Відтоді Конрад поставив собі за мету стати єрусалимським королем. Після смерті у 1191 королеви Сибіли Конрад мав намір одружитися з її молодшою сестрою Єлизаветою. Його підтримав король Франції Філіп II Август. Проти кандидатури Конрада виступив король Англії Річард I Левове Серце. Внаслідок боротьби за корону 28 квітня 1192 року у Тірі Конрад Моферратський був убитий. Замах здійснив член секти асасинів. Але замовників встановити не вдалося.